# ピオルン (駆逐艦)
ピオルン (ORP Piorun, G65) は、ポーランド海軍の駆逐艦。N級。艦名はポーランド語で雷電の意味。元々はイギリス海軍の「ネリッサ」（HMS Nerissa）として就役後にポーランド海軍に引き渡された艦であった。
「ピオルン」はドイツ海軍の戦艦「ビスマルク」に相対し砲戦を交わした逸話で知られる。

## 艦歴
ピオルンは1939年7月26日にグラスゴークライドバンクのジョン・ブラウン・アンド・カンパニーにて起工、1940年5月7日に進水し同年11月4日にイギリス海軍の「ネリッサ」（HMS Nerissa）として形式的に就役した。そのまま「ネリッサ」はノルウェーの戦いで戦没した「グロム」の代替としてポーランド海軍に引き渡され、「ピオルン」（ORP Piorun）と改名された後にエウゲニウシュ・プワウスキ中佐の指揮の下で就役した。

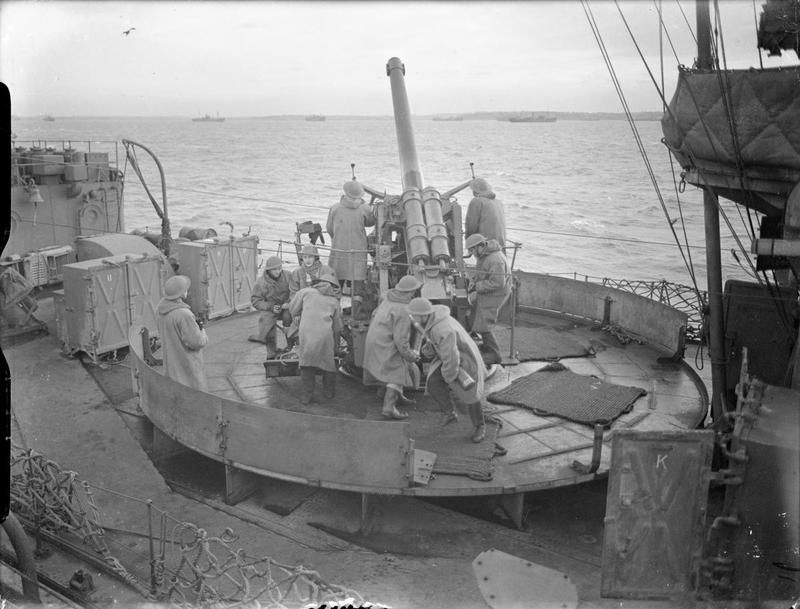
45口径4インチ単装高角砲を操作する「ピオルン」の乗員。1940年撮影。

就役後はイギリス海軍本国艦隊第7駆逐艦戦隊（7th Destroyer Flotilla）に配備され、主に船団護衛に従事した。1941年1月25日、ドイツ海軍の戦艦「シャルンホルスト」と「グナイゼナウ」を捜索に向かう戦艦「ネルソン」と「ロドニー」、巡洋戦艦「レパルス」の護衛中に悪天候で損傷し、スカパ・フローへ引き返した。

### クライドバンク大空襲
1941年3月13日から14日にかけて、クライドバンクの街はドイツ空軍機による激しい空襲（クライドバンク大空襲）を受けた。その際、船団護衛任務で発生した損傷を造船所で修理中だったために居合わせた「ピオルン」は対空砲火によって街の防衛に大きく寄与し、戦後の1994年にはクライドバンクに「ピオルン」の乗員の活動を顕彰した記念碑が設置された。
修理完了後は、第10護衛グループ（10th Escort Group）と第14護衛グループ（14th Escort Group）と共に再び船団護衛任務を行った。4月13日、「ピオルン」と駆逐艦「リージョン」はアイスランド南方でUボート「U-108」に撃沈された仮装巡洋艦「ラージプタナ」の生存者283名を救助している。

### 戦艦ビスマルク追撃戦

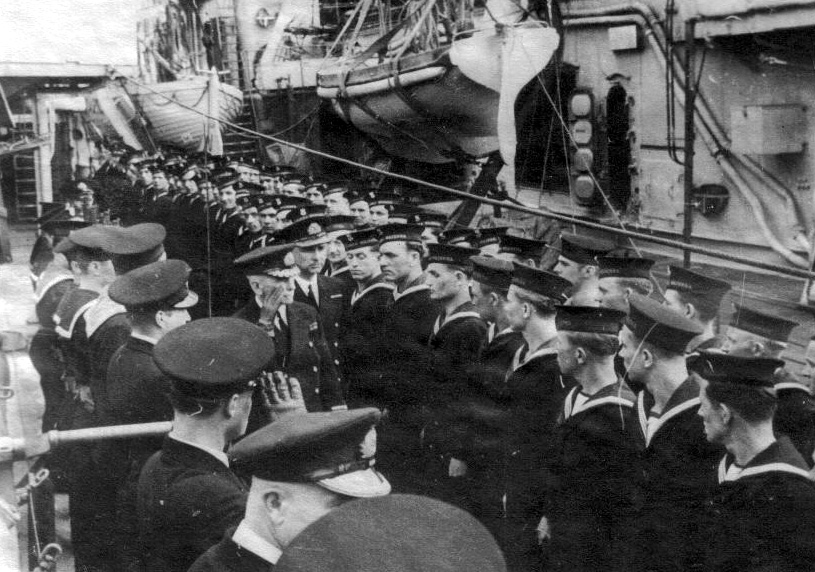
ビスマルクとの交戦後にプリマスへ帰還した「ピオルン」の乗員。

1941年5月22日、「ピオルン」はフィリップ・ヴィアン大佐率いる第4駆逐艦戦隊（4th Destroyer Flotilla）の僚艦「コサック」、「マオリ」、「シーク」、「ズールー」と共にグラスゴーからインド洋へ向かう兵員輸送船団WS8Bを護衛していた。5月25日になり、「ピオルン」を含む戦隊は護衛任務から離れ、ドイツ海軍の戦艦「ビスマルク」の捜索に参加することになった。
ヴィアン大佐の旗艦「コサック」と「シーク」、「ズールー」は戦艦「キング・ジョージ5世」の、「ピオルン」と「マオリ」は「ロドニー」の護衛を命じられていたが、戦艦に合流するため航行中にカナダ空軍のカタリナ飛行艇から「ビスマルク」発見の報を受け戦隊は「ビスマルク」に接触すべく急行した。波浪のために速力は27ノットを出すのがやっとの状況ではあったが、5月26日午後10時までには直前まで「ビスマルク」に触接を行っていた軽巡洋艦「シェフィールド」と会合し「ビスマルク」の方位を知ることができた。
午後10時50分に「ズールー」が「ビスマルク」を発見し、「ピオルン」を含む戦隊の駆逐艦たちは触接を開始した。「ビスマルク」は「ピオルン」と「マオリ」に対して砲撃を開始、「ピオルン」も13,500ヤード（約12,344m）まで距離を詰めると「ビスマルク」に対して砲撃を行い、約30分にわたって砲撃戦が続いた。
「ビスマルク」に対して砲撃を開始する前に、「ピオルン」は「我はポーランド人なり」（I am a Pole）という信号を送ったとされる。また別の史料では、砲撃開始の命令は「ポーランドを讃えて三斉射」（Trzy salwy na cześć Polski）だったともいわれている。
この戦闘で双方に被弾はなかったものの、「ビスマルク」の第三斉射が「ピオルン」のわずか20ヤード（約18m）に着弾したためプワウスキ艦長は戦闘を中止し、煙幕を張りながら距離を開けた。「ピオルン」は燃料が極度に不足していたため、搭載する魚雷を発射することなく27日午前5時には帰投を命じられた。プワウスキ艦長は海域を離れることを渋り、イギリスに引き返すまで1時間にわたって留まっていた。「ピオルン」を除く戦隊によって行われた魚雷攻撃は全て失敗し、最終的に「ビスマルク」は英戦艦との砲戦の末に沈むことになった。

### 地中海

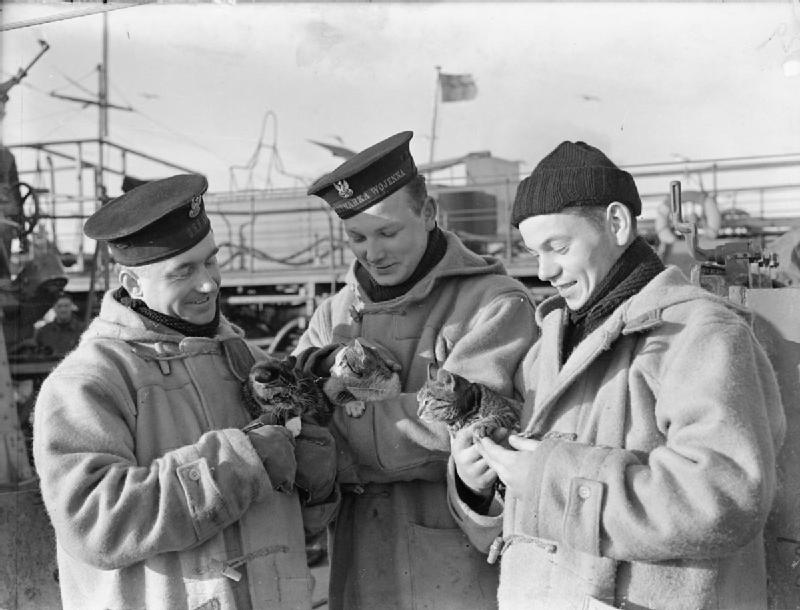
ペットの猫を抱く「ピオルン」の乗員。1940年撮影。

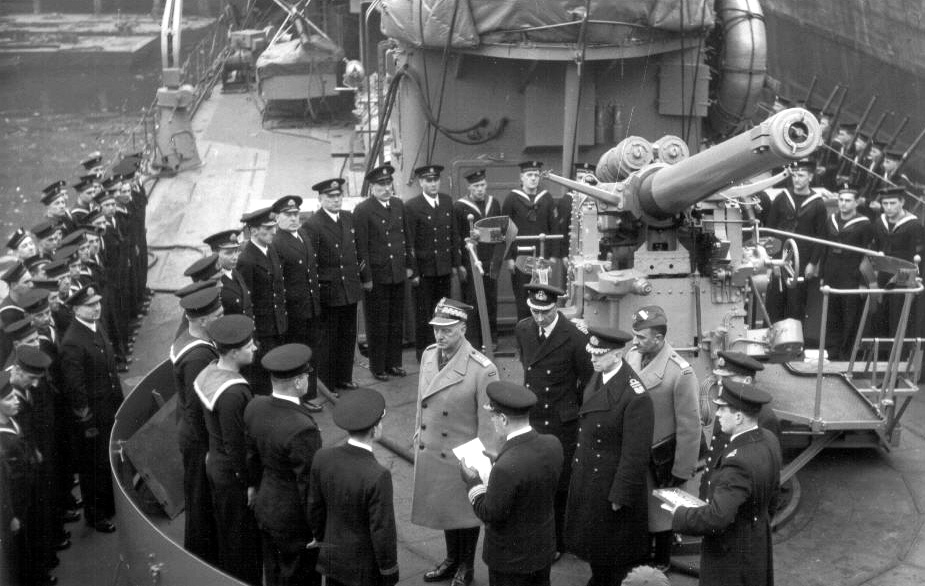
「ピオルン」の乗員に勲章を授けるヴワディスワフ・シコルスキ首相。1941年撮影。

その後は再び大西洋船団と北極海を行く 援ソ船団の護衛を行った。1941年9月には一時的に地中海へ向かい、マルタ島への輸送を行うハルバード作戦に護衛艦艇の一隻として参加している。
1943年6月に第24駆逐艦戦隊（24th Destroyer Flotilla）へ移籍し、7月に シチリア島への上陸作戦（ハスキー作戦）へ参加した。続いてレッジョ・ディ・カラブリアへの上陸（ベイタウン作戦）を支援、9月のサレルノ上陸（アヴァランチ作戦）にも参加している。以降も11月までイタリア西岸で哨戒と支援を継続した。

### ノルマンディー上陸作戦
本国へ帰国して修理を行った後、1944年1月にスカパ・フローで第3駆逐艦戦隊（3rd Destroyer Flotilla）へ加わった「ピオルン」は援ソ船団の護衛を行うと共に、ノルウェー所在の船舶への空襲（ベイリーフ作戦）やドイツ海軍の戦艦「ティルピッツ」への空襲作戦（タングステン作戦）などノルウェー近海で活動を行う空母機動部隊を護衛した。
第10駆逐艦戦隊（10th Destroyer Flotilla）へ転籍した「ピオルン」は、僚艦のイギリス海軍の「ジャヴェリン」、「ターター」、「アシャンティ」、「エスキモー」、カナダ海軍の「ハイダ」、「ヒューロン」、ポーランド海軍の「ブリスカヴィカ」と共にノルマンディー上陸作戦を支援した。6月9日に「ピオルン」を含む第10駆逐艦戦隊とドイツ海軍の駆逐艦「Z24」、「Z32」、「ZH1」、水雷艇「T24」との間で戦闘が発生した（ブルターニュ沖海戦）。この海戦で戦隊は「ZH1」を自沈に追い込み「Z32」を擱座させた。。
6月13日夜、「ピオルン」と「アシャンティ」はイル＝ド＝バから出撃し、ジャージー島へ敵艦艇捜索に向かった（ドイツ駆逐艦「Z32」始末に向かう魚雷艇の援護で出撃とも）。日付が変わってからジャージー島の南で2隻は船団護衛中であったドイツ掃海艇「M343」、「M412」、「MM422」、「MM432」、「MM442」、「M452」と交戦。「ピオルン」では4番砲付近で爆発した4.1インチ砲弾で4名が負傷し、別の4.1インチ砲弾では後部の20mm機銃座が損傷して2名が負傷した。ドイツ側は「ピオルン」の魚雷が命中した「M343」が沈没、「M412」が中程度の被害を受けた。他4隻の損傷は軽微であった。または「M343」以外の5隻全て擱座炎上するか大損害を受けた。他に、この日「ピオルン」と「アシャンティ」は掃海艇「M83」を沈めたとされる。

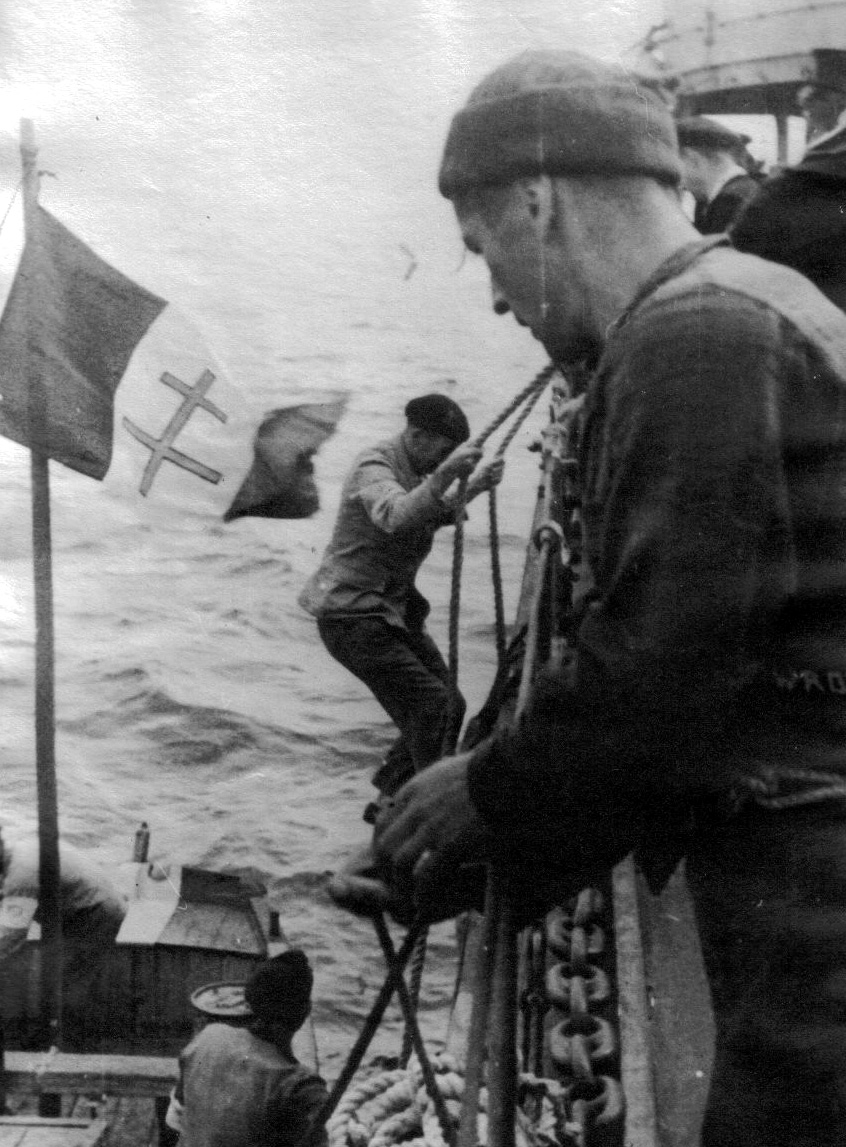
「ピオルン」に乗り込むフランスのレジスタンス。1944年撮影。

その後はビスケー湾でドイツの艦艇掃討に従事し、8月12日に軽巡洋艦「ダイアデム」と駆逐艦「オンズロー」と共にドイツの「機雷原啓開船7号」（Sperbrecher 7）を沈めた。9月20日には「ブリスカヴィカ」と共にフランスのレジスタンスを支援し、年末までプリマス管区（Plymouth Command）で哨戒と船団護衛を実施した。
1945年に入ると「ピオルン」は第8駆逐艦戦隊（8th Destroyer Flotilla）に加わり本国近海で活動を続けた。ドイツ降伏後の6月には第3駆逐艦戦隊へ移り、ノルウェーの再占領を支援した。「ピオルン」
はデッドライト作戦に参加し、接収したUボートの自沈処分を行った。

### 戦後
日本の降伏後、「ピオルン」は1945年10月に第17駆逐艦戦隊（17th Destroyer Flotilla）に移り、さらにポーランド戦隊（Polish Squadron）で活動した。「ピオルン」は1946年7月に予備役に編入され翌月にはイギリス海軍に返還されたが、元の「ネリッサ」の名前は既にアルジェリン級掃海艇の一隻に使用されていたため、新たに「ノーブル」（HMS Noble）の名が与えられた。「ノーブル」こと「ピオルン」は、ポーランド海軍艦として218,000マイル（約350,837km）を航海し特筆すべき戦闘の多くに参加した。
「ノーブル」は2年間の係留の後に予備役艦隊で1953年まで留められた。16型フリゲートより効果的な新たな18型対潜フリゲートへの改装が計画されたものの、費用対効果に疑問が呈されたため実行されず「ノーブル」は廃棄が決定した。「ノーブル」は1955年5月に廃棄リストに載り、同年9月にブリティッシュ・アイアン・アンド・スチール・コーポレーション（BISCO）にスクラップとして売却された。「ノーブル」は曳航された後、同年12月2日に解体地であるダンストンのクレイトン&デイヴィー社（Clayton & Davie Ltd.）へ到着した。